# Hruzdowo (gmina)
Hruzdowo (do 1927 Mańkowicze) – dawna gmina wiejska istniejąca w latach 1927–1939 w woj. wileńskim (obecnie na Białorusi). Siedzibą gminy było miasteczko Hruzdowo (292 mieszk. w 1921 roku).
Gmina Hruzdowo powstała 1 kwietnia 1927 roku w powiecie postawskim w woj. wileńskim po przemianowaniu gminy Mańkowicze na Hruzdowo; równocześnie do gminy przyłączono części obszaru gmin Miadzioł i Żośna.
Po wojnie obszar gminy Hruzdowo wszedł w struktury administracyjne Związku Radzieckiego.